# Myrmicaria striata
Myrmicaria striata är en myrart som beskrevs av Hermann Stitz 1911. Myrmicaria striata ingår i släktet Myrmicaria och familjen myror.

## Underarter
Arten delas in i följande underarter:
- M. s. buttgenbachi
- M. s. insularis
- M. s. pilosa
- M. s. striata